# ホジマール・パリャーレス
ホジマール・“トキーニョ”・パリャーレス（Rousimar "Toquinho" Palhares、1980年2月26日 - ）は、ブラジルの男性総合格闘家。ミナスジェライス州ドレス・ド・インダイア出身。チーム・ノゲイラ所属。元WSOF世界ウェルター級王者。ロシマール・パルハレスとも表記される。
ニックネームの「トキーニョ」はアレッシャンドリ・カカレコによる命名であり、「硬い木の切り株」を意味する。テイクダウンとヒールホールドを得意とし、ムリーロ・ブスタマンチは「BTTの新エース」と高く評価している。

## 来歴
ブラジルの農園で10人兄弟姉妹の3番目として生まれ、母子家庭の中、食事にも窮する程の貧しい幼少期を過ごす。8歳でブラジリアン柔術を始めるも、交通費が捻出出来ずメジャー大会には参加出来なかった。2005年にプロの総合格闘家になる決意をし、ブラジリアン・トップチームに直談判、ブスタマンチらにその素質が認められて入門が決まった。
2006年4月、総合格闘技デビュー。
2007年2月、ADCC 2007ブラジル予選88kg未満級に出場。準決勝でホムロ・バッハウにアンクルホールドで一本勝ちするも、負傷によりデウソン・エレーノとの決勝戦を棄権した。

### Fury FC
2007年、Fury Fight Championshipの主催する83kg級グランプリに出場。8月4日、Fury FC 4で行われた1回戦でフラービオ・モウラにヒールホールドで一本勝ち。続く12月6日、Fury FC 5の準決勝でファビオ・"ネガォン"・ナシメントにバックからのヒールホールドで一本勝ち、同日に行われた決勝ではダニエル・アカーシオを相手に、インサイドガードからのヒールホールドによる一本勝ちを収め優勝を果たし、賞金40,000レアル（当時の日本円で約240万円）を獲得した。

### UFC
2008年5月24日、UFC初参戦となったUFC 84でアイヴァン・サラベリーと対戦。グラウンドでバックを取った体勢から腕ひしぎ十字固めに移行し、一本勝ち。サブミッション・オブ・ザ・ナイト（賞金75,000USドル）を受賞し、「母のために家を買いたい」と語った。9月6日、UFC 88ではダン・ヘンダーソンに0-3の判定負けを喫した。
2009年1月17日のUFC 93ではジェレミー・ホーンを3-0の判定で下したが、8月8日にアレッシオ・サカラとの対戦が予定されていたUFC 101は、練習中の負傷により欠場した。12月12日、復帰戦となったUFC 107ではルシオ・リニャーレスと対戦し、ヒールホールドで一本勝ちを収めた。
2010年3月27日、UFC 111でトマシュ・ドルヴァルと対戦し、ドルヴァルがバランスを崩して倒れたところを見逃さずヒールホールドで一本勝ち。この時、レフェリーの制止を無視して技を極め続けたためネバダ州アスレチック・コミッションから90日間の試合停止処分を受けた。
2010年9月15日、UFC Fight Night: Marquardt vs. Palharesのメインイベントでネイサン・マーコートと対戦し、パウンドによるTKO負けを喫した。
2011年9月、ADCC 2011の88kg未満級に出場。1回戦から準決勝までダン・ショーン、デビッド・アヴェラン、ハファエル・ロバト・ジュニアから全てヒールホールドで一本勝ちし決勝へ進出。決勝戦でアンドレ・ガウヴァオンにポイント差で敗れ準優勝となる。
2012年1月14日、UFC 142でマイク・マッセンジオと対戦し、ヒールホールドで一本勝ち。サブミッション・オブ・ザ・ナイトを受賞した。
2012年12月15日、UFC on FX 6でヘクター・ロンバードと対戦し、1RKO負け。試合後の薬物検査で規定値を超える濃度のテストステロンが検出され、9か月の試合出場停止処分を課せられた。
2013年10月9日、ウェルター級転向初戦となったUFC Fight Night: Maia vs. Shieldsでマイク・ピアースと対戦し、ヒールホールドで一本勝ち。UFC 111でのトマシュ・ドルヴァル戦に続いて、レフェリーが試合を止めた後もしばらく技を解かなかったため、スポーツマンシップに反する行為としてブラジリアンMMAアスレチック・コミッションから90日間の試合出場停止処分を受けた上、UFCから解雇された。

### WSOF
2014年3月29日、WSOF初参戦となったWSOF 9の世界ウェルター級タイトルマッチで王者スティーブ・カールと対戦し、ヒールフックで一本勝ちを収め王座獲得に成功した。
2014年12月13日、WSOF 16の世界ウェルター級タイトルマッチでジョン・フィッチと対戦し、膝十字固めで一本勝ちを収め初防衛に成功した。膝を破壊されたフィッチは試合後に手術を受けた。
2015年8月1日、WSOF 22の世界ウェルター級タイトルマッチでジェイク・シールズと対戦し、キムラロックで一本勝ちを収め2度目の防衛に成功した。試合後にたび重なるアイポークがあったとしてWSOF世界ウェルター級王座を剥奪された。また、ネバダ州アスレチック・コミッションの審議対象となった。

## 戦績

### 総合格闘技
| 総合格闘技 戦績 | 総合格闘技 戦績 | 総合格闘技 戦績 | 総合格闘技 戦績 | 総合格闘技 戦績 | 総合格闘技 戦績 | 総合格闘技 戦績 |
| --------------- | --------------- | --------------- | --------------- | --------------- | --------------- | --------------- |
| 32 試合         | (T)KO           | 一本            | 判定            | その他          | 引き分け        | 無効試合        |
| 19 勝           | 0               | 16              | 3               | 0               | 1               | 0               |
| 12 敗           | 9               | 0               | 3               | 0               | 1               | 0               |

| 勝敗 | 対戦相手                         | 試合結果                                   | 大会名                                                               | 開催年月日     |
| ×    | アナトリー・ボイコ               | 1R 3:52 TKO（左ストレート→パウンド）       | ACA 149: Vagaev vs. Slipenko                                         | 2022年12月16日 |
| ×    | イブラヒム・マゴメドフ           | 1R 2:10 TKO（スタンドパンチ連打→パウンド） | ACA 140: Reznikov vs. Ramos                                          | 2022年6月17日  |
| ×    | ゲオルギー・キチギン             | 1R 3:52 TKO（スタンドパンチ連打）          | RCC 5                                                                | 2018年12月15日 |
| ×    | アリアスカフ・キズリエフ         | 1R 0:58 TKO（パウンド）                    | KSW 36: Materla vs. Palhares                                         | 2018年3月30日  |
| △    | シャミル・アミロフ               | 5分3R終了 ドロー                           | Fight Nights Global 73                                               | 2017年9月4日   |
| ○    | アレクセイ・イヴァノフ           | 1R 0:37 ヒールホールド                     | Fight Nights Global 70                                               | 2017年7月7日   |
| ×    | ミハウ・マテルラ                 | 2R 1:27 KO（右アッパー）                   | KSW 36: Materla vs. Palhares                                         | 2016年10月1日  |
| ×    | エミル・ウェーバー・ミーク       | 1R 0:45 KO（肘打ち→パウンド）              | Venator FC 3: Palhares vs. Meek 【Venator FCウェルター級王座決定戦】 | 2016年5月21日  |
| ○    | ジェイク・シールズ               | 3R 2:02 キムラロック                       | WSOF 22: Palhares vs. Shields 【WSOF世界ウェルター級タイトルマッチ】 | 2015年8月1日   |
| ○    | ジョン・フィッチ                 | 1R 1:30 膝十字固め                         | WSOF 16: Palhares vs. Fitch 【WSOF世界ウェルター級タイトルマッチ】   | 2014年12月13日 |
| ○    | スティーブ・カール               | 1R 1:09 ヒールホールド                     | WSOF 9: Carl vs. Palhares 【WSOF世界ウェルター級タイトルマッチ】     | 2014年3月29日  |
| ○    | マイク・ピアース                 | 1R 0:31 ヒールホールド                     | UFC Fight Night: Maia vs. Shields                                    | 2013年10月9日  |
| ×    | ヘクター・ロンバード             | 1R 3:38 KO（左フック→パウンド）            | UFC on FX 6: Sotiropoulos vs. Pearson                                | 2012年12月15日 |
| ×    | アラン・ベルチャー               | 1R 4:18 TKO（パウンド）                    | UFC on FOX 3: Diaz vs. Miller                                        | 2012年5月5日   |
| ○    | マイク・マッセンジオ             | 1R 1:03 ヒールホールド                     | UFC 142: Aldo vs. Mendes                                             | 2012年1月14日  |
| ○    | ダン・ミラー                     | 5分3R終了 判定3-0                          | UFC 134: Silva vs. Okami                                             | 2011年8月27日  |
| ○    | デイブ・ブランチ                 | 2R 1:44 ヒールホールド                     | UFC Live: Sanchez vs. Kampmann                                       | 2011年3月3日   |
| ×    | ネイサン・マーコート             | 1R 3:28 TKO（パウンド）                    | UFC Fight Night: Marquardt vs. Palhares                              | 2010年9月15日  |
| ○    | トマシュ・ドルヴァル             | 1R 0:45 ヒールホールド                     | UFC 111: St-Pierre vs. Hardy                                         | 2010年3月27日  |
| ○    | ルシオ・リニャーレス             | 2R 3:21 ヒールホールド                     | UFC 107: Penn vs. Sanchez                                            | 2009年12月12日 |
| ○    | ジェレミー・ホーン               | 5分3R終了 判定3-0                          | UFC 93: Franklin vs. Henderson                                       | 2009年1月17日  |
| ×    | ダン・ヘンダーソン               | 5分3R終了 判定0-3                          | UFC 88: Breakthrough                                                 | 2008年9月6日   |
| ○    | アイヴァン・サラベリー           | 1R 2:36 腕ひしぎ十字固め                   | UFC 84: Ill Will                                                     | 2008年5月24日  |
| ○    | ダニエル・アカーシオ             | 1R 1:22 ヒールホールド                     | Fury FC 5: Final Combat 【83kg級グランプリ 決勝】                    | 2007年12月6日  |
| ○    | ファビオ・"ネガォン"・ナシメント | 1R 2:45 ヒールホールド                     | Fury FC 5: Final Combat 【83kg級グランプリ 準決勝】                  | 2007年12月6日  |
| ○    | フラービオ・モウラ               | 1R 1:21 アンクルホールド                   | Fury FC 4: High Voltage 【83kg級グランプリ 1回戦】                   | 2007年8月4日   |
| ○    | エリオ・ディップ                 | 1R 1:40 チョークスリーパー                 | Floripa Fight 4                                                      | 2007年3月10日  |
| ○    | クラウディオ・ポパイ             | 1R TKO（負傷）                             | Storm Samurai 12                                                     | 2006年11月25日 |
| ×    | アルトゥール・セザール           | 5分3R終了 判定0-2                          | Rio MMA Challenger 2                                                 | 2006年6月21日  |
| ○    | ヘナン・モラエス                 | 1R 腕ひしぎ十字固め                        | Gold Fighters Championship                                           | 2006年5月20日  |
| ○    | ブルーノ・バストス               | 5分3R終了 判定2-1                          | Floripa Fight 2                                                      | 2006年4月29日  |
| ×    | レアンドロ・シウバ               | 5分3R終了 判定0-3                          | Banni Fight Combat 2                                                 | 2004年5月10日  |

### グラップリング
| 勝敗 | 対戦相手                     | 試合結果          | 大会名                          | 開催年月日    |
| △    | ゲーリー・トノン             | 15分終了 時間切れ | Polaris 3                       | 2016年4月2日  |
| ×    | アンドレ・ガウヴァオン       | ポイント4-8       | ADCC 2011 【88kg未満級 決勝】   | 2011年9月25日 |
| ○    | ハファエル・ロバト・ジュニア | 6:12 ヒールフック | ADCC 2011 【88kg未満級 準決勝】 | 2011年9月25日 |
| ○    | デビッド・アヴェラン         | 1:41 ヒールフック | ADCC 2011 【88kg未満級 2回戦】  | 2011年9月24日 |
| ○    | ダン・ショーン               | 2:40 ヒールフック | ADCC 2011 【88kg未満級 1回戦】  | 2011年9月24日 |

## 獲得タイトル
- Fury FC 83kg級グランプリ 優勝（2007年）
- ADCC 2011 88kg未満級 準優勝（2011年）
- 第2代WSOF世界ウェルター級王座（2014年）

## 表彰
- ブラジリアン柔術 黒帯
- ルタ・リーブリ 黒帯
- UFC サブミッション・オブ・ザ・ナイト（2回）